# 三条公頼
三条 公頼（さんじょう きんより）は、戦国時代の公卿。太政大臣・三条実香の子。官位は従一位・左大臣。後龍翔院左大臣を号す。三条家16代当主。

## 出自
本姓は藤原氏。家系は藤原北家の流れを汲む閑院流嫡流。三条家は藤原北家の藤原師輔の十二男藤原公季の子孫、三条実行を祖とする清華家の一つで、極官は太政大臣。家風は信仰心が篤く質素倹約を旨としたというが、他の公家同様、戦国時代に入ってからの生活はかなり苦しくなっていったようである。

## 経歴
明応4年（1495年）、三条実香の子として誕生。
永正11年（1514年）に権中納言、天文10年（1541年）に内大臣、天文12年（1543年）に右大臣、天文15年（1546年）に左大臣に任じられた。天文5年（1536年）3月、公頼は甲斐国国主、武田信虎の嫡男・晴信（後の信玄）の元服にあたり、京から勅使として赴いている。そして同年の7月に次女の三条の方が晴信の許へ輿入れした。
天文20年（1551年）8月には、周防国（山口）の大内義隆を頼り下向している。三条家と大内家は古いつきあいで、文明11年（1479年）4月には公頼の祖父・三条公敦が周防の大内家を頼り下向している。しかし、公頼は天文20年（1551年）9月1日、大内家臣の陶隆房の反乱（大寧寺の変）に巻き込まれ殺害された。墓所は山口県大寧寺。
公頼には息子がおらず三条家は断絶となるが、後に分家筋から三条実教（正親町三条公兄の子）、続いて三条実綱（三条西実枝の子）が三条家を相続した。

## 官職および位階等の履歴
※日付は旧暦
- 1510年（永正7年）3月13日、従五位下に叙し、侍従に任官。10月23日、正五位下に昇叙。
- 1511年（永正8年）5月7日、従四位下に昇叙。
- 1512年（永正9年）2月23日、少将を経ず左近衛権中将に任ず。12月14日、従四位上に昇叙。
- 1513年（永正10年）7月26日、正四位下に昇叙。11月10日、右近衛権中将に遷任。
- 1514年（永正11年）1月5日、従三位に昇叙。7月2日、参議を経ず権中納言に任ず。
- 1517年（永正14年）10月28日、正三位に昇叙。
- 1521年（永正18年）7月1日、権大納言に任ず。
- 1522年（大永2年）1月5日、従二位に昇叙。
- 1526年（大永6年）1月19日、正二位に昇叙。
- 1529年（享禄2年）4月3日、守護畠山義総を頼って能登国に下向。5月25日、帰洛。
- 1533年（天文2年）12月9日、方仁親王（のちの正親町天皇）別当となる。
- 1534年（天文3年）10月、守護大内義隆を頼って周防国に下向。
- 1536年（天文5年）3月、守護武田信虎を頼って甲斐国に下向。5月29日、帰洛。
- 1538年（天文7年）1月8日、右近衛大将を兼ねる。
- 1539年（天文8年）6月20日、左近衛大将に転ず。
- 1541年（天文10年）3月28日、内大臣に任ず、左近衛大将元のごとし。
- 1542年（天文11年）6月13日、左近衛大将を辞す。
- 1543年（天文12年）7月28日、右大臣に任ず。
- 1545年（天文14年）4月5日、守護朝倉孝景を頼って越前国に下向。6月2日、右大臣を辞退。7月9日、帰洛。
- 1546年（天文15年）1月30日、左大臣に任ず。3月25日、左大臣を辞退。
- 1547年（天文16年）1月5日、従一位に昇叙。
- 1551年（天文20年）9月1日、周防国において大寧寺の変のために殺害される。享年54。死後、後龍翔院左大臣と称した。

## 系譜
- 父：三条実香
- 母：不明
- 妻：勧修寺尚顕の娘
- 生母不明
  - 長女：細川晴元正室
  - 二女：三条の方（1521-1570） - 武田信玄継室
  - 三女：如春尼 - 六角定頼の猶子、細川晴元の猶子、本願寺顕如室
- 養子
  - 男子：三条実教 - 正親町三条公兄の子